# Ramena (rivier)
De Ramena is een rivier die stroomt door de regio Diana in het noordwesten van Madagaskar. Ze ontspringt boven op de berg Maromokotro en mondt uit in de Sambirano, waarvan ze de belangrijkste zijrivier is. 